# Grupo fetasiano
El grupo Fetasiano lo integran una serie de escritores de las Islas Canarias de los años 60 y 70 (la Generación del 70) como el poeta y narrador Rafael Arozarena, prosista Antonio Bermejo, el crítico José Antonio Padrón, el periodista Francisco Pimentel y el escritor Isaac de Vega de cuya novela homónima (Fetasa 1957) toma el grupo su nombre.
La influencia de los fetasianos llega hasta la denominada Narrativa Canaria Última.